# Isatuximab
L'isatuximab est un médicament utilisé contre le myélome. Il est vendu sous la marque Sarclisa.

## Mode d'action
Il s'agit d'un anticorps monoclonal  qui se fixe au CD38, que l'on trouve couramment sur les cellules du myélome.

## Usage médical
Est un médicament destiné au traitement du myélome multiple ,. Il est utilisé chez les personnes qui ont échoué aux autres traitements. Il est administré par injection progressive dans une veine.Le médicament  est souvent utilisé avec la dexaméthasone et la diphenhydramine .

## Effets secondaires
Les effets secondaires de ce médicament comprennent un faible nombre de neutrophiles, des réactions à la perfusion, une pneumonie, des infections du nez et de la gorge, de la diarrhée ou une bronchite. D'autres effets secondaires peuvent inclure l'anaphylaxie ou d'autres types de cancer. L'utilisation de ce médicament pendant la grossesse peut nuire au fœtus.

## Histoire
Le médicament a été approuvé pour un usage médical aux États-Unis et en Europe en 2020,. Au Royaume-Uni, 500 mg coûtent au NHS environ 2 500 livres sterling en 2021. Aux États-Unis, ce montant coûte environ 3 600 dollars américains .